# Liste d'orbites

Différentes orbites terrestres à l'échelle. En partant du centre : la ligne pointillée rouge représente l'orbite de la station orbitale internationale, le cyan représente les orbites basses, le jaune représente les orbites moyennes et la ligne noire pointillée représente les orbites géosynchrones. Les pointillés verts représentent les orbites des satellites GPS.

Cet article liste les différents types d'orbites.

## Par objet ou point central
- Orbite galactocentrique : orbite autour du centre d'une galaxie. Le Soleil (également notre système planétaire) parcourt une telle orbite autour du centre galactique de la Voie lactée.
- Orbite héliocentrique : orbite autour du Soleil. Dans le système solaire, c'est l'orbite des planètes, planètes naines, comètes et astéroïdes.
- Orbite planétocentrique : orbite autour d'une planète.
- Orbite herméocentrique : orbite autour de la planète Mercure.
- Orbite cythérocentrique : orbite autour de la planète Vénus.
- Orbite géocentrique : orbite autour de la planète Terre.  C'est l'orbite de la Lune et des satellites artificiels.
- Orbite sélénocentrique : orbite autour de la Lune.
- Orbite aréocentrique : orbite autour de la planète Mars.
- Orbite zénocentrique : orbite autour de la planète Jupiter.
- Orbite kronocentrique : orbite autour de la planète Saturne.
- Orbite ouranocentrique : orbite autour de la planète Uranus.
- Orbite poséidocentrique : orbite autour de la planète Neptune.
- Orbite hadéocentrique : orbite autour de la planète naine Pluton.

## Orbites géocentriques classées par altitude
- Orbite terrestre basse : orbite géocentrique avec une altitude comprise entre 160 et 2 000 km.
- Orbite terrestre moyenne : orbite géocentrique avec une altitude comprise entre 2 000 km et 35 786 km (altitude des orbites géosynchrones).
- Orbite géosynchrone : une orbite où la période est égale à un jour sidéral. Ceci implique une altitude aux alentours de 35 786 km.
- Orbite terrestre haute : orbite géocentrique avec une altitude supérieure à 35 786 km.

## Par excentricité
Il existe deux types d'orbites. Les orbites fermées, qui sont périodiques, et les orbites ouvertes qui sont des orbites d'échappement. Les orbites circulaires et elliptiques sont fermées. Les orbites paraboliques et hyperboliques sont ouvertes. Les orbites radiales peuvent être soit ouvertes ou fermées.
- Orbite circulaire : Orbite avec une excentricité égale à 0 et une forme de cercle.
- Orbite elliptique : Orbite avec une excentricité comprise entre 0 et 1 et une forme d'ellipse.
- Orbite parabolique : Orbite dont l'excentricité est égale à 1.
- Orbite hyperbolique : Orbite dont l'excentricité est égale ou supérieure à 1. Un satellite sur une telle orbite a une vitesse supérieure à la vitesse de libération et va échapper à l'attraction terrestre.
- Orbite radiale : Orbite avec un moment angulaire nul et une excentricité égale à 1. Les deux objets en mouvement s'approchent ou s'éloignent l'un de l'autre selon une ligne droite.

## Par inclinaison
- Orbite inclinée : Orbite dont l'inclinaison par rapport au plan de l'équateur n'est pas nulle.
  - Orbite polaire : Orbite qui passe par les deux pôles d'une planète à chaque révolution. Son inclinaison est égale ou très proche de 90 degrés.
  - Orbite polaire héliosynchrone :
- Orbite non inclinée : Orbite dont l'inclinaison est nulle par rapport à un plan de référence.
  - Orbite écliptique : Orbite non inclinée par rapport au plan de l'écliptique.
  - Orbite équatoriale : Orbite non inclinée par rapport au plan de l'équateur.

## Par caractéristique orbitale
- Orbite en boîte
- Orbite circulaire :  Orbite avec une excentricité égale à 0 et une forme de cercle.
- Orbite écliptique :
- Orbite elliptique : Orbite avec une excentricité comprise entre 0 et 1 et une forme d'ellipse.
  - Orbite hautement elliptique
- Orbite de rebut : Orbite où sont transférés les satellites en fin de vie active.
- Orbite de transfert : Orbite temporaire permettant d'atteindre une orbite visée.
  - Orbite de transfert de Hohmann

- Orbite de contact
- Trajectoire hyperbolique
- Trajectoire parabolique :
  - Orbite de capture
  - Orbite de libération

- Orbite stable
- Orbite semi-synchrone
- Orbite sous-synchrone
- Orbite super-synchrone
- Orbite synchrone

### Terre
- Orbite géocentrique : Une orbite autour de la planète Terre. C'est l'orbite de la Lune et des satellites artificiels.
  - Orbite géosynchrone : Une orbite où la période est égale à un jour sidéral. Ceci implique une altitude aux alentours de 35 786 km.
    - Orbite géostationnaire : Une orbite géosynchrone circulaire avec une inclinaison de zéro. Pour un observateur au sol un satellite sur cette orbite apparaît comme un point fixe dans le ciel.
    - Orbite héliosynchrone
    - Orbite de transfert géostationnaire : Orbite intermédiaire permettant de placer des satellites en orbite géostationnaire.

  - Orbite terrestre basse : Orbite géocentrique avec une altitude comprise entre 300 et 2 000 km.
  - Orbite terrestre moyenne : Orbite géocentrique avec une altitude comprise entre 2 000 km et 35 786 km (altitude des orbites géosynchrones).
  - Orbite de Molnia : Orbites très elliptiques, inclinée à 63,4 ° par rapport au plan de l'équateur et permettant à un satellite de passer la plupart de son temps au-dessus de sa zone d'activité utile.
  - Orbite équatoriale
  - Orbite toundra

### Mars
- Orbite aréosynchrone
  - Orbite aréostationnaire

### Lune
- Orbite sélénocentrique, orbite des objets gravitant autour de la Lune ;
- Orbite de la Lune autour de la Terre.

### Soleil
- Orbite héliocentrique : Orbite autour du Soleil. C'est l'orbite des planètes du système solaire.
- Orbite héliosynchrone

### Point de Lagrange
- Orbite de halo
- Orbite de Lissajous